# Munsterbos
Het Munsterbos is een natuurgebied dat gelegen is tussen het Albertkanaal en de plaats Munsterbilzen. Het gebied is Europees beschermd als onderdeel van Natura 2000-gebied 'Overgang Kempen-Haspengouw' (habitatrichtlijngebied BE2200042). Vanaf 2020 is het onderdeel van Nationaal Park Hoge Kempen .

## Cultuurhistorie
Het bos behoorde bij de Abdij van Munsterbilzen, waar het naar vernoemd is. In het bos zijn twee kapelletjes, beide gebouwd vlak na het einde van de Tweede Wereldoorlog: de Sint-Amorkapel en de Kapel Geheim Leger uit 1947.

## Waterhuishouding
Het bos ligt op de grens van het Kempens Plateau en Vochtig-Haspengouw en er komen een aantal beken samen. Dit zijn de Zutendaalbeek en de Bezoensbeek vanaf het Kempens Plateau, die vanuit de noordelijke richting komen. Vanuit de oostelijke richting, eveneens vanaf het plateau, komt de Molenbeek. Deze beken zijn betrekkelijk voedselarm en een leefgebied voor de beekprik. Meer voedselrijke beken, die vanuit het zuiden komen, zijn de Wilderbeek en de Elsterbeek. Deze vijf beken verlaten het bos in westelijke richting als Munsterbeek, welke na een aantal kilometers in de Demer uitmondt.

## Gebied
Het hele gebied heeft een oppervlakte van 450 ha en het bestaat uit bossen, visvijvers, moerassen en graslanden. In 2000 verwierf Natuurpunt hier 90 ha, en dit eigendom werd geleidelijk uitgebreid tot meer dan 150 ha. Het noordoostelijk deel wordt gekenmerkt door naaldhout en enkele heiderestanten, het Haspengouws deel kent een oud eikenbos dat in oppervlakte één der grootste van Belgisch-Limburg is. Verder zijn er eiken-berkenbossen, broekbossen en enkele populierenplantages. Ook is er een reeks van negen visvijvers in de vorm van zogenaamde terrasvijvers, die begin 17e eeuw werden aangelegd, en zijn er bloemrijke graslanden. Deze streek bevat leem en de kenmerkende plantengroei.

## Flora en fauna
De maretak, als vertegenwoordiger van de plantengroei in Haspenouw, komt voor in dit gebied. Verdere zeldzame planten zijn klein glidkruid, bosbies, wilde gagel, mannetjesereprijs, rode ogentroost, gewone agrimonie, ruige anjer, rapunzelklokje en dergelijke. Langs de Zutendaalbeek treft men paarbladig goudveil aan.
Er werden 32 soorten libellen gevonden, waaronder zeven rode-lijstsoorten, namelijk: vroege glazenmaker, gewone bronlibel, glassnijder, gevlekte glanslibel, beekoeverlibel, bruine winterjuffer en koraaljuffer. Ook werden 31 soorten dagvlinders aangetroffen, waaronder zeldzame soorten als: boswitje, bruin dikkopje, klaverblauwtje, bont dikkopje, dambordje en dwergblauwtje.
Van de zoogdieren kunnen das, bever en boommarter worden genoemd. In 2010 waren er 87 soorten broedvogels waaronder blauwborst en woudaapje. In het heidegebied vindt men de levendbarende hagedis en de hazelworm.

## Galerij

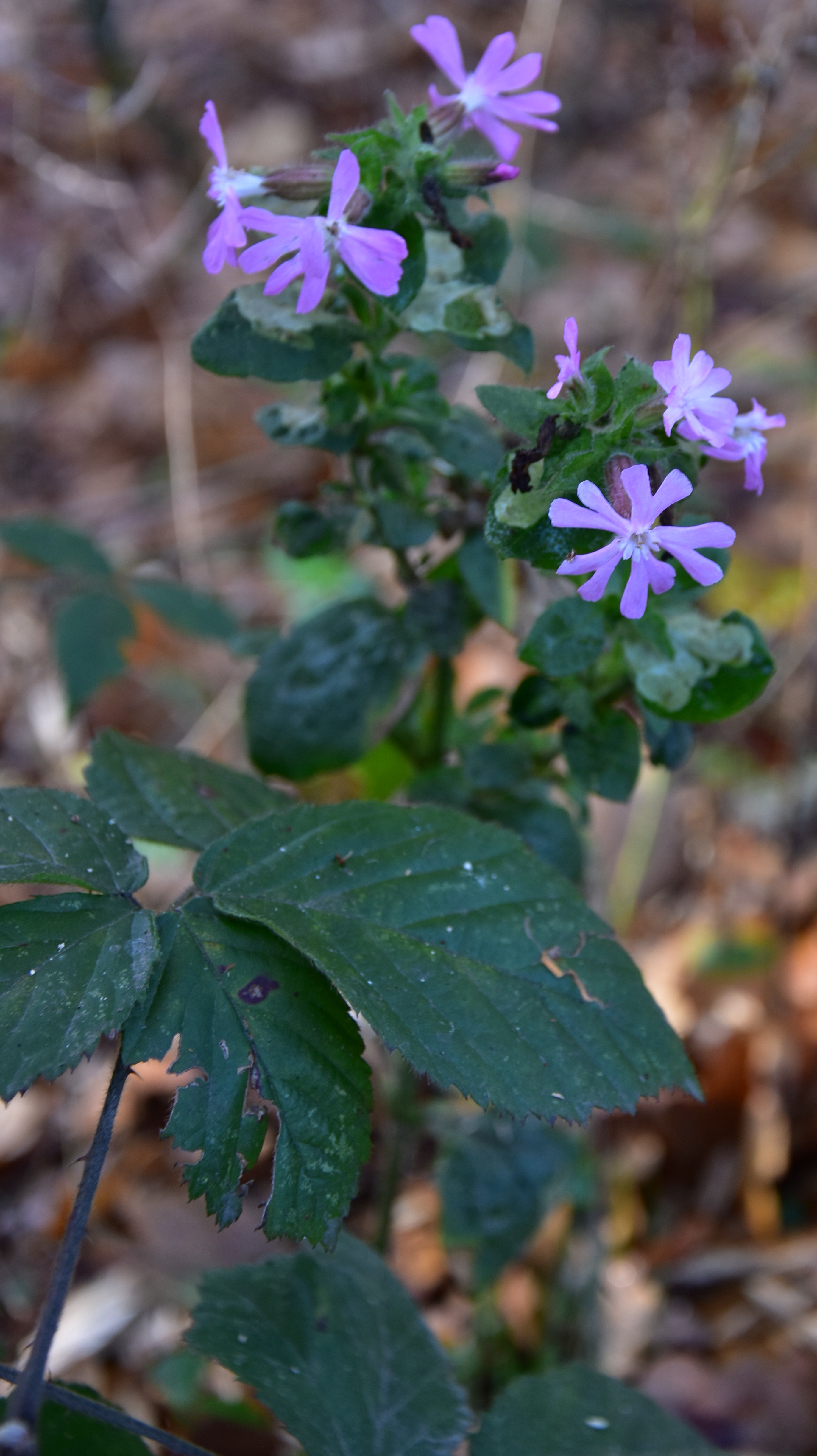
Een pekbloem in het Munsterbos
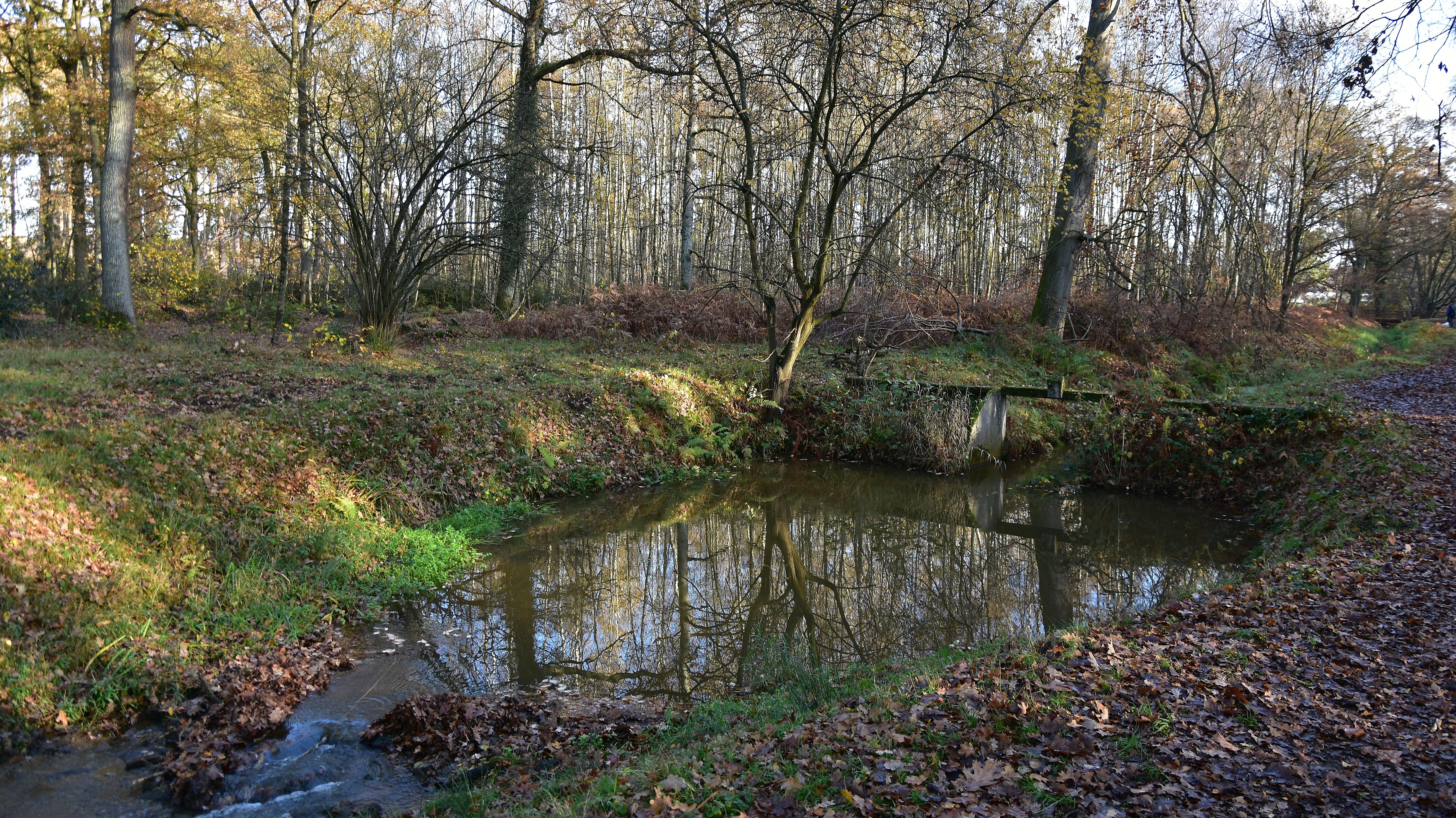
De Munsterbeek
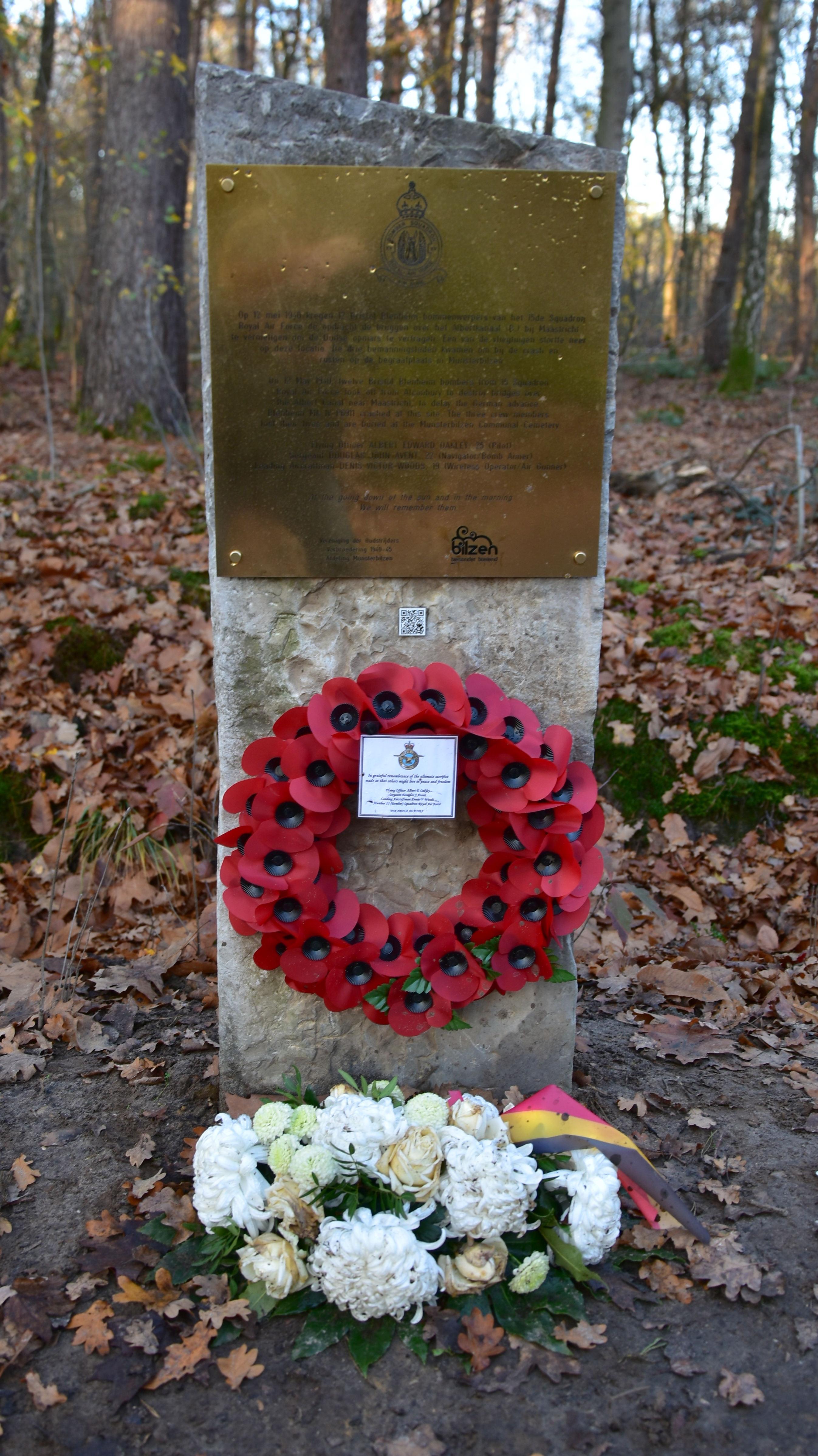
Herdenkingsteen voor een bemanning van XV Bomber Squad Royal Air Force die hier neerstortte
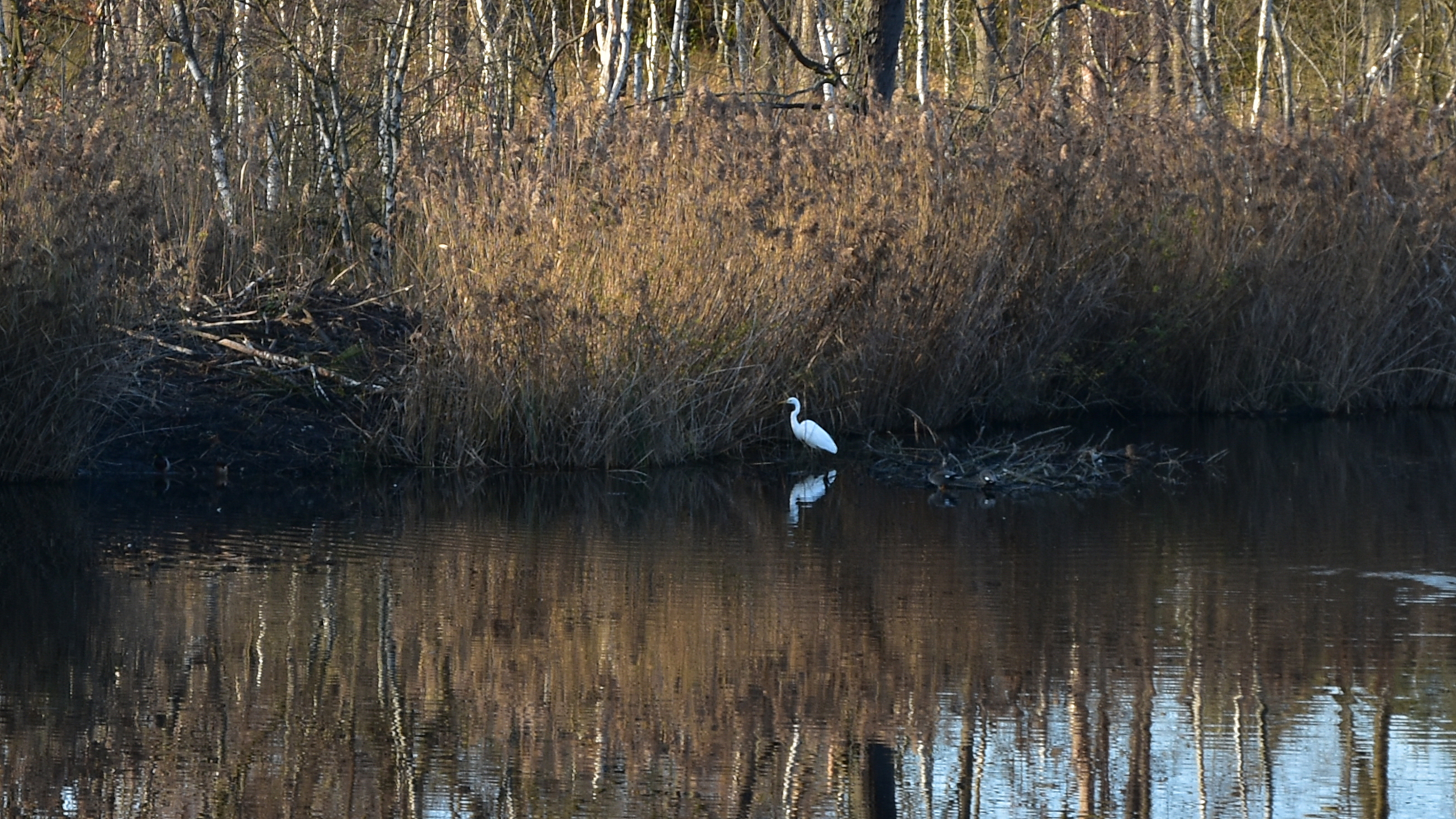
Grote zilverreiger in een visvijver